# Lucoli
Lucoli är en kommun i provinsen L'Aquila i regionen Abruzzo i Italien. Kommunen hade 944 invånare (2018).